# 1980년 동계 올림픽 아르헨티나 선수단
1980년 동계 올림픽 아르헨티나 선수단은 미국 레이크플래시드에서 개최된 1980년 동계 올림픽에 참가한 올림픽 아르헨티나 선수단이다.

## 참고 자료
- (영어) “Argentina at the 1980 Lake Placid Winter Games”. SR/Olympic Sports. 2008년 12월 29일에 원본 문서에서 보존된 문서. 2011년 10월 8일에 확인함.
- 올림픽 공식 보고서 보관됨 2012-02-04 - 웨이백 머신